# Харачойская башня
Харачойская (Харачоевская) башня — руины башни, расположенные в окрестности села Харачой, считается одной из самых древних башен на Кавказе. Башня стояла к северо-востоку от села Харачой, на скалистом мысе выступе горы Циэберд, у места слияния двух небольших речек.
Объект культурного наследия России регионального значения (№ 2030024000).

## История
История возникновения боевых башен на территории нынешней Чеченской Республики впервые была описана ещё в XIX веке российскими историками. В 1807—1808 годах — Генрих Клапрот (он оставил ценные описания местного быта, особенностей национальных сооружений). Первые рисунки боевых башен, стоящих у поселения Шатой, можно найти в статье А. П. Ипполитова, опубликованной в первом выпуске «Сборника сведений о кавказских горцах» 1868 года. В начале XX века в Чечне побывал австрийский ученый Бруно Плечке. Он изложил в своих научных трудах историю башенной архитектуры и культуры высокогорных районов Чечни. Позже им в Германии была выпущена книга на немецком языке «Чеченцы» (Гамбург, 1929 год), в которой большое внимание уделено памятникам зодчества и петроглифам. Исследованиями башенных строений Чечено-ингушской АССР также активно занимался А. Ф. Гольдштейн. Согласно ему башенная культура Чечни зародилась в восточной её части в Харачоевском башенном поселении. По его данным одной из самых древних боевых башен на Кавказе являлась Харачойская боевая башня (ныне Веденский район). Для определения времени её возникновения были изучены археологические материалы её останков датируемые V—XII веками. «Харачоевская башня», расположена на территории Харачойского поселения II—I тыс. до н.э.
Башня к 1881 году уже наклонилась была частично разрушена. На почтовой марке конца XIX века хорошо видно что у башни машикули с четырёх сторон. После депортации чеченцев башню окончательно разрушили и растащили её камни. Археолог В. И. Марковин в 1963 году нашёл на месте башни лишь несколько камней.

## Народное предание
Строилась она семью сыновьями красавицы Эрте-Эмиль. Высокомерие двигало их каждым действием, они старались не походить на других людей и, возможно, вследствие этого в башне берегли живую воду. В отсутствие сыновей Эрте-Эмиль, не ведая чудотворении воды, выстирала в ней белье, а помои вылила во двор. Там их выпили петух и барашек. С того времени братья не стали жить в башне, они бродят по миру. Русло, по которой теперь течет река Сунжа, это красный след змеи, убитой (братья отсекли ей голову). А Эрте-Эмиль с петухом и барашком все ещё ищет своих сыновей. Харачоевская башня располагается на границе Ичкерии и Чаберлоя. По данным Бруно Плечке, лишь в Харачое встречались башенные строения, такие редкие для лесистой Ичкерии, хотя каменные башни были известны в Ца-Ведено, Гансолчу и в некоторых других местах Ичкерии и Ауха.

## Описание
Основание башни опоясано культурным пластом V—XII века, включавшим керамику с прорисованным волнообразным рисунком, кости животных. Судя по виденной Владимиром Марковиным почтовой открытке с изображением Харачоевской башни, она была массивная, довольно высокое строение боевого предназначения, оснащенная четырьмя машикулями и венчающие пирамидально ступенчатым кровлей. К концу XIX века строение уже было достаточно сильно наклонено, о чём упоминают Н. Семенов и А. Россикова. Н. Семенов передает её очень общее описание. Башня представляла «конфигурацию четырёхгранной пирамиды с усеченной вершиной, уложена из дикого камня». «Потолок», вероятно, второго этажа имел «крест» (гурт). Оба сообщения автора передают легенды, связанные с башней.